# Lupinus ulbrichianus
Lupinus ulbrichianus är en ärtväxtart som beskrevs av Charles Piper Smith. Lupinus ulbrichianus ingår i släktet lupiner, och familjen ärtväxter. Inga underarter finns listade i Catalogue of Life.